# Jyn Erso
Jyn Erso är en fiktiv figur i Star Wars-serien, hon porträtteras av den brittiska skådespelerskan Felicity Jones. Hon är en av huvudfigurerna i Rogue One: A Star Wars Story. 
Jyn bevittnar som barn hur hennes mor skjuts ihjäl och hennes far, Galen Erso, tas till fånga av Imperiets styrkor. Jyn växer upp i beskydd av rebellextremisten Saw Gerrera.